# Guy Ribot
Pas d'image ? Cliquez ici

a Compétitions nationales et continentales officielles uniquement.

b Matchs officiels uniquement.
Guy Ribot, né le 2 février 1940 au Puy-en-Velay et mort le 1er janvier 2008 à Aspiran, est un joueur de rugby à XV et de rugby à XIII international français évoluant au poste de pilier dans les années 1960.
Il joue au rugby à XV au sein du club de l'AS Béziers. En 1965, il change de code de rugby pour le rugby à XIII et rejoint l'AS Carcassonne de Jean Barthe avec lequel il remporte le Championnat de France en 1967, ainsi que la Coupe de France en 1967 et 1968. Il joue ensuite pour Montpellier XIII.
Fort de ses performances en club, il côtoie l'équipe de France et compte deux sélections en 1967 affrontant la Grande-Bretagne et l'Australie.

## Palmarès

### Rugby à XIII
- Collectif : 
  - Vainqueur du Championnat de France : 1966 et 1967 (Carcassonne).
  - Vainqueur de la Coupe de France : 1967 et 1968 (Carcassonne).
  - Finaliste du Championnat de France : 1968 (Carcassonne).

#### Détails en sélection
| 1. | 22 janvier 1967  | Grande-Bretagne | 13-16 | Test-match | Pilier | - | - | - | - |
| 2. | 17 décembre 1967 | Australie       | 7-7   | Test-match | Pilier | - | - | - | - |